# Kinue Hitomi
Kinue Hitomi, född 1 januari 1907 i Okayama, död 2 augusti 1931 i Osaka, var en japansk friidrottare.
Hitomi vann längdhoppstävlingarna vid de andra Kvinnliga Internationella Idrottsspelen i Göteborg, hon blev olympisk silvermedaljör på 800 meter vid sommarspelen 1928 i Amsterdam.
Vid den III.e damolympiaden 1930 i Prag tog hon bronsmedalj i spjut, guldmedalj i längdhopp, bronsmedalj på 60 meter och blev silvermedaljör i trekamp.
Hitomi dog i lunginflammation bara 24 år gammal
.